# Atherimorpha infuscata
Atherimorpha infuscata är en tvåvingeart som beskrevs av Paramonov 1962. Atherimorpha infuscata ingår i släktet Atherimorpha och familjen snäppflugor.
Artens utbredningsområde är Tasmanien. Inga underarter finns listade i Catalogue of Life.